# Массовые беспорядки

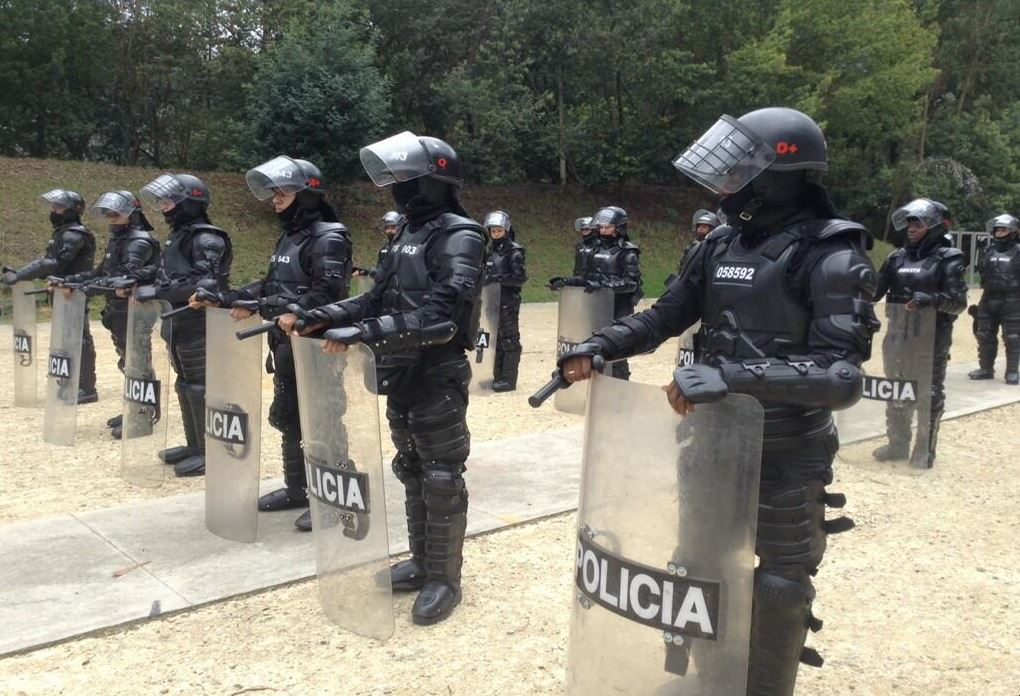
Мобильная эскадрилья по подавлению беспорядков в Колумбии

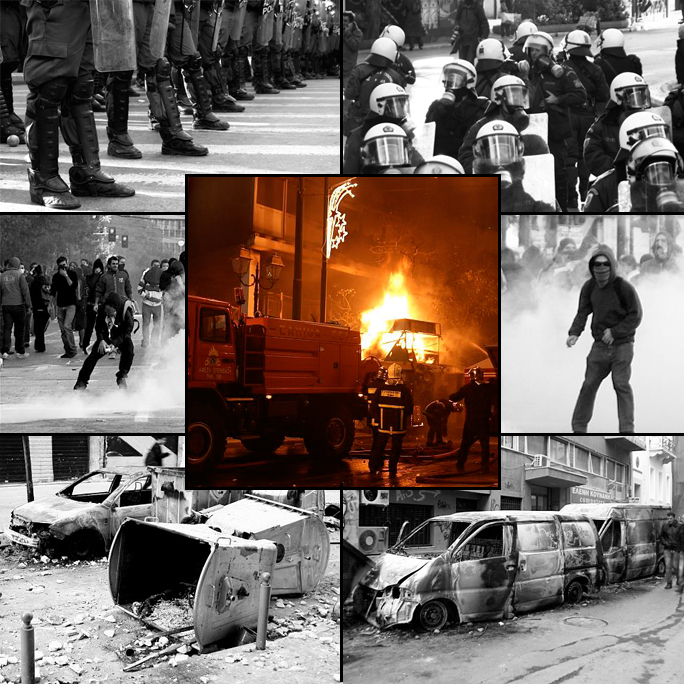
Беспорядки.

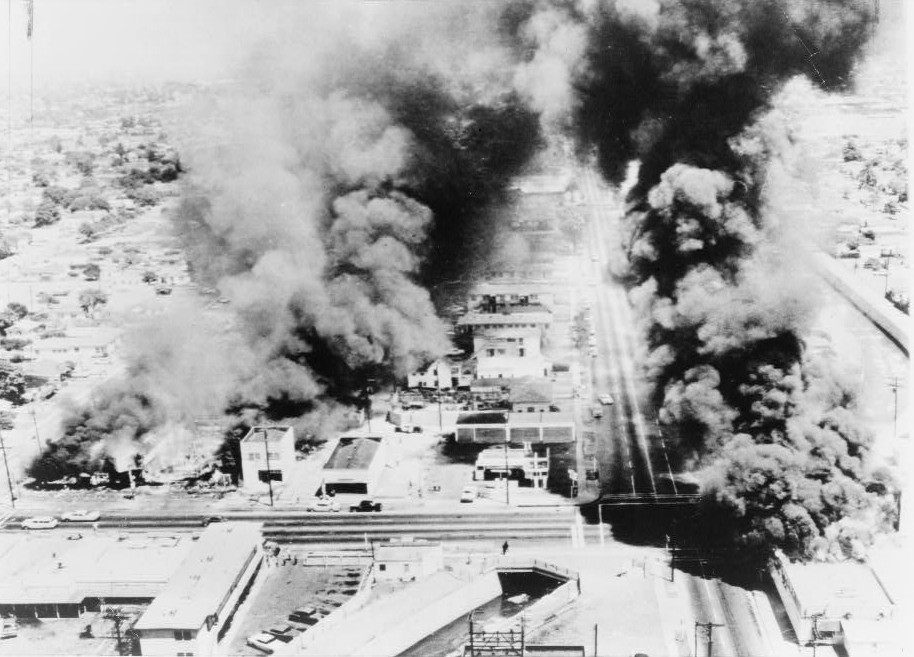
Здания, горящие во время беспорядков в Уоттсе в 1965 году.

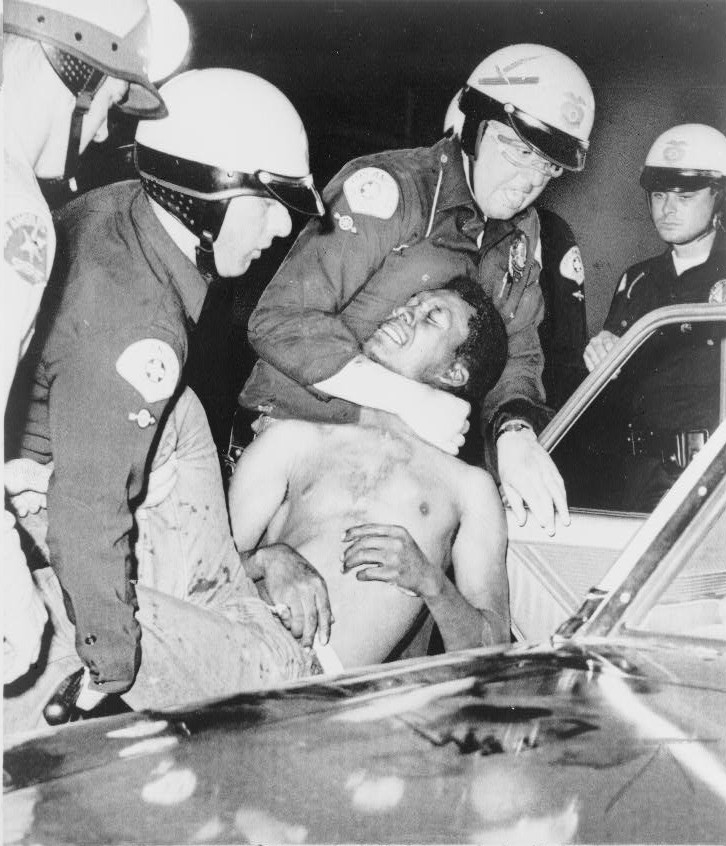
Полиция производит арест во время массовых беспорядков.

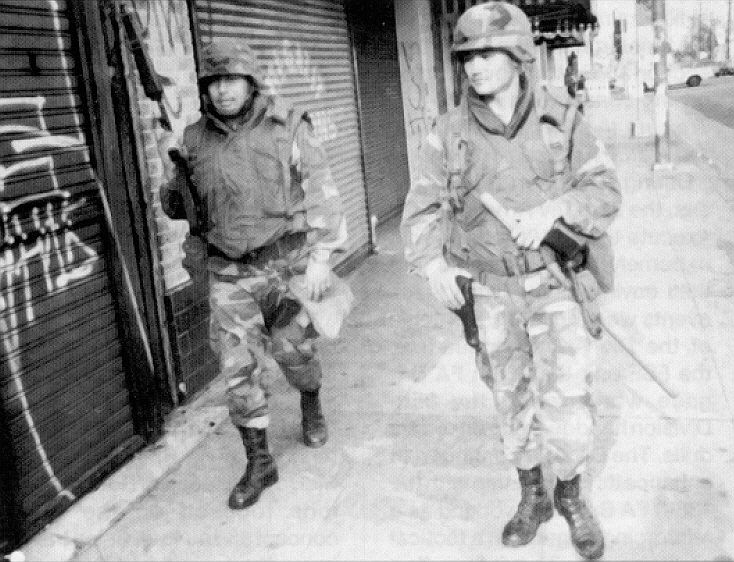
Патруль Национальной гвардии после беспорядков в Лос-Анджелесе в 1992 году.

Массовые беспорядки — преступление против общественной безопасности и порядка, заключающееся в организации и участии в массовых выступлениях, сопровождающихся насилием, погромами, поджогами, уничтожением имущества, применением оружия, взрывных устройств, взрывчатых веществ, отравляющих, либо иных веществ и предметов, представляющих опасность для окружающих, а также оказанием вооруженного сопротивления представителю власти.

## Формы участия в МБ
- Организация массовых беспорядков — действия, направленные на сбор толпы, призывы активно сопротивляться требованиям, устанавливаемым властями, если такие требования законны, и к совершению беспорядков в массовом масштабе и насилия в отношении граждан, их имущества и имущества государства, доставка и распространение в толпе оружия, разжигание в толпе агрессивных настроений, руководство толпой в ходе погромов, поджогов, применения насилия, сопротивления органам власти и управления.
- Участие в массовых беспорядках — непосредственное участие в массовых беспорядках, то есть совершение погромов, поджогов, актов насилия лично.

## Силы и средства, привлекаемые к ликвидации массовых беспорядков
В случае возникновения массовых беспорядков в стране (крае, регионе), населённом пункте к локализации, пресечению МБ, выявлению и задержанию зачинщиков привлекаются следующие силы:
- Личный состав федеральных и территориальных МВД;
- Внутренние войска (Национальная гвардия и тому подобное);
- Специальные подразделения полиции;
- Местные органы власти.

В местах лишения свободы, кроме перечисленных сил, привлекается личный состав Федеральной службы исполнения наказаний.
Согласно действующему законодательству большинства республик бывшего Союза ССР, к ликвидации массовых беспорядков запрещается привлекать вооружённые силы. Данное решение было принято руководством стран после событий в Тбилиси (Грузинская ССР), в 1989 году, когда в ходе ликвидации массовых беспорядков были привлечены воздушно-десантные части, что повлекло необоснованные жертвы среди мирного населения города. Данный факт обусловлен тем, что вооружённые силы, в отличие от внутренних войск, имеют совершенно иную подготовку и личный состав нацелен, прежде всего, на уничтожение противника. Внутренние войска, в свою очередь, проходят обучение и имеют специальные средства для ликвидации массовых беспорядков с наименьшим ущербом для вреда здоровью участников противоправных действий.
В ходе ликвидации массовых беспорядков личный состав полиции (милиции, органов правопорядка) использует следующие средства:
- специальные средства;
- бронетранспортеры специальные;
- пожарные автомобили;
- служебные лошади;
- служебные собаки;
- и другое.

## Примеры
Ниже представлены примеры массовых беспорядков в различных государствах и странах:
- Список статей, названия которых начинаются с «Беспорядки»;
- Список статей, названия которых начинаются с «Массовые беспорядки».